# Robert Moody
Robert Vaughan Moody (28 de novembro de 1941) é um matemático canadense.

## Obras
- Baake, Grimm, Moody: Die verborgene Ordnung der Quasikristalle, Spektrum, Februar 2002
- Kass, Moody, Patera, Slansky: Affine Lie Algebras, weight multiplicities and branching rules, 2 Bände, University of California Press 1991
- Moody, Bremner, Patera]: Tables of weight space multiplicities, Marcel Dekker 1983
- Moody, Patera Fast recursion formula for weight multiplicities, Bulletin AMS, 7, 1982, 237-242, Online
- Moody, Pianzola: Lie algebras with triangular decompositions, Canadian Mathematical Society Series, John Wiley 1995